# Tramway d'Oust-Katav
 (décembre 2023).
Si vous disposez d'ouvrages ou d'articles de référence ou si vous connaissez des sites web de qualité traitant du thème abordé ici, merci de compléter l'article en donnant les références utiles à sa vérifiabilité et en les liant à la section « Notes et références ».
Le tramway d'Oust-Katav est le réseau de tramways de la ville d'Oust-Katav, en Russie. Le réseau est d'une unique ligne, longue de 4 km.